# Barbus thamalakanensis
Barbus thamalakanensis е вид лъчеперка от семейство Шаранови (Cyprinidae). Видът не е застрашен от изчезване.

## Разпространение
Разпространен е в Ангола, Ботсвана, Замбия, Зимбабве и Намибия.

## Описание
На дължина достигат до 5 cm.
Популацията на вида е стабилна.